# 208 av. J.-C.
Cette page concerne l'année 208 av. J.-C. du calendrier julien proleptique.

## Événements
- 15 mars (15 mars du calendrier romain) : début à Rome du consulat de Marcus Claudius Marcellus (pour la cinquième fois) et Titus Quinctius Crispinus. Dictature de Titus Manlius Torquatus[1].
  - Sextus Julius Caesar (en), le premier membre historiquement attesté de la gens Julia, exerce la fonction de préteur cette année-là[2].
- Printemps : victoire de Scipion l'Africain à la bataille de Baecula (probablement Cerro de las Albahacas, Santo Tome, en Espagne). Hasdrubal Barca perd 8 000 hommes tués et 10 000 prisonniers, puis passe en Gaule et marche sur l’Italie[3].
- 5 juillet, Rome : première célébration attestée des Jeux apollinaires à cette date, organisés par le préteur Publius Licinius Varus[3].
- Été :
  - Les consuls Marcellus et Crispinus font leur jonction et marchent contre Hannibal[4]. Ils tombent dans une embuscade tendue par des cavaliers numides, près de Venusia. Marcellus est tué et son collègue blessé à mort[3].
  - Philippe V de Macédoine mène l'armée macédonienne en Grèce pour soutenir les Achéens contre Sparte ; au passage il défait par deux fois les Étoliens conduits par Pyrrhias, qui sont obligés de se réfugier à Lamia. Il reçoit la présidence des Jeux néméens et réunit une conférence de la Ligue achéenne à Aegum qui échoue à conclure la paix avec les Étoliens, alors que la flotte romaine sous Publius Sulpicius, basée à Naupacte razzie la côte achéenne. Philippe est battu ensuite par Sulpicius et les Étoliens à Élis et retourne en Macédoine, tandis que Sulpicius fait sa jonction avec la flotte d'Attale à Égine[3].
- Août : en Chine, Li Si, accusé par son rival Zhao Gao d’avoir fomenté la révolte, est torturé puis coupé en deux par la taille et sa famille exécutée[5].
- Automne :
  - Massalia prévient Rome du passage des troupes d'Hasdrubal Barca dans la vallée du Rhône et des mesures sont prises pour contrer la menace carthaginoise au printemps 207[3].
  - En Grèce, Philopœmen est élu stratège de la Ligue achéenne[6].
- Campagne d’Antiochos III le Grand contre les Gréco-Bactriens. Victorieux sur l’Arius, il assiège Bactres pendant deux ans. Un traité est finalement signé avec le roi grec de Bactriane, Euthydème Ier, qui accepte peut-être la souveraineté séleucide. Son fils Démétrios épouse une fille d’Antiochos[7].
- Prise de la citadelle de Cổ Loa. Le général chinois Zhao Tuo (en vietnamien, Triêu Dà), gouverneur du Nam Häi, occupe le royaume d'Âu Lạc. En 207 av. J.-C., il fonde le Nam Viêt (« pays des Viêts du Sud »), ancêtre de l'actuel Viêt Nam[8].
- Le général chinois de la dynastie Qin, Zhang Han, réprime une révolte paysanne dirigée par Chen Sheng et Wu Guang, puis assiège la ville rebelle de Julu[9].

## Décès en 208 av. J.-C.
- Été : Marcus Claudius Marcellus.
- Août : Li Si, Premier Ministre de l'empire des Qin.